# Johan Gottlieb Gahn
Johan Gottlieb Gahn (19. srpna 1745, Voxnabruk, Ovanåker – 8. prosince 1818, Falun) byl švédský chemik.
Gahn byl v Uppsala žákem Torberna Olofa Bergmana a Carla Wilhelma Scheeleho.
V roce 1770 objevil, že fosfor je obsažen v kostech a v roce 1774 izoloval mangan redukcí z oxidu manganičitého. V roce 1793 se stal členem Královské švédské akademie věd. Na jeho počest byl pojmenován minerál gahnit.